# Frederico II Gonzaga
Frederico II Gonzaga, em italiano Federico II Gonzaga (Mântua, 17 de maio de 1500 – Marmirolo, 28 de junho de 1540) em 1519 tornou-se o quinto marquês de Mântua e por matrimônio em 1536 tornou-se o vigésimo-sexto marquês de Monferrato. Em 1530, foi elevado pelo imperador Carlos V ao título de primeiro duque de Mântua. Era filho do marquês de Mântua Francisco II e de Isabel d'Este.

## Casamento e descendência[1]

Brasão de Armas de Frederico II

Em 3 de outubro de 1531, Frederico II casou com Margarida Paleóloga, herdeira do Monferrato. Deste casamento nasceram sete filhos:
1. Leonor (Eleonora);
2. Ana (Anna) ( ? - 1536);
3. Francisco III (Francesco) (1533-1550), que sucedeu ao pai como Duque de Mântua;
4. Isabel (Isabella) (1537-1579), que casou com Francesco Ferdinando d'Ávalos;
5. Guilherme I (Guglielmo) (1538-1587) que sucedeu ao irmão como Duque de Mântua. Casou com a Arquiduquesa Leonor da Áustria;
6. Luís (Luigi) (1539-1595) que casou com Henriqueta de Nevers, dando origem ao ramo dos Gonzaga-Nevers, que viriam a herdar o trono de Mântua;
7. Frederico (Federico) Cardeal (1540-1565).